# Panshi (köpinghuvudort i Kina, Guizhou Sheng, lat 28,22, long 109,30)
Panshi (kinesiska: 盘石, 盘石镇) är en köpinghuvudort i Kina. Den ligger i provinsen Guizhou, i den sydvästra delen av landet, omkring 320 kilometer nordost om provinshuvudstaden Guiyang. Antalet invånare är 15 642. Befolkningen består av 7 481 kvinnor och 8 161 män. Barn under 15 år utgör 32 %, vuxna 15-64 år 58 %, och äldre över 65 år 9,0 %.